# 爱新觉罗氏
爱新觉罗氏（穆麟德轉寫：Aisin Gioro），是清朝国姓。清朝皇室以《愛新覺羅宗譜》來記錄宗族成員。

## 概論
愛新覺羅雖是清朝國姓，但是在滿文資料中很少使用這個名稱，如《滿文老檔》和《滿洲實錄》中，一共只出現過三次。文獻上對於其姓氏起源有各種說法，其中一種說法是該姓氏发源地在宁古塔旧城东门外三里。“爱新觉罗”这个姓氏是根据远祖部族支系远近划分的，意思即为「爱新部族」远支。不過由於各項說法經常自相衝突，目前學者一般相信，這個姓氏是由清朝皇室創造，用來塑造其地位。爱新觉罗在女真姓氏中，原只是个微不足道的小姓，直到历史上清朝建立成為國姓地位才逐漸提高。
16世纪80年代，爱新觉罗氏还只是一个人数很少的家族，包括努尔哈赤的六祖以及他们22个儿子所组成的家庭。自努尔哈赤建立后金到清朝灭亡末代皇帝溥仪退位止，后金、清朝一共存在296年，经历了11代12位皇帝，加上無數個王公。在这近3个世纪中，后金、清朝的皇帝，拥有众多的后妃，他们的子孙也因為公族地位，拥有远超过常人妻室的妃妾，加上中国崇尚多子多孙的古老传统习俗，因而使爱新觉罗家族子孙繁衍十分迅速。现今姓爱新觉罗的人估計已高达30至40万。

## 含意
爱新觉罗在满语含义為「黃金」，原先在满族姓氏結構中，“爱新”其實是穆昆（族名，穆麟德轉寫：mukūn），满语“金”之意；“觉罗”是哈拉，直到皇太极建国清朝，決定效仿汉制，取消远支大宗之分，才使「爱新觉罗」成为一个整體姓氏。根据女真文学家兼满学家，清朝宗室後裔金启孮考证，觉罗氏源于金朝时期的「交鲁氏」。
清亡以後族人為防止身份带来危險大多改姓，現今發展大致分為以下情況：
- 取漢姓：嫡系後裔主要采用满语中的“黄金”之意改姓“金”，如金友之及其子金毓嶂。
  - 也有其他選擇赵、艾、罗、肇、洪等。
- 直接棄用：表示对皇族后裔身份避而不谈，如大书法家啟功，直接以名字中的「啟」為姓。
- 保留或恢復原姓者：表示对皇族后裔的身份为荣：如爱新觉罗·毓嶦、爱新觉罗·启骧、演員愛新覺羅·啟星等。
- 直接恢复採用入關前老姓觉罗：如努爾哈赤五弟後代改姓為巴雅喇覺羅，漢姓白，棄用爱新觉罗姓氏，避谈皇族后裔身份。

## 行辈
按《滿洲氏族通譜》，努爾哈赤原本姓覺羅。清兵入關統治中原初期，皇家子孫並未按照輩分命名，亦有相當多人使用滿文姓名，康熙年間才開始採用漢人按字輩取名的方法。康熙初年，幾名皇子曾先後以「承」、「保」、「長」三字命名，康熙二十年才固定劃一採用「胤」字，其中康熙帝之子雍正帝名為胤禛，康熙孫輩用「弘」字。乾隆時，又根據他作的一首詩，定了後人用「永」、「綿」、「奕」、「載」。道光時定了「溥」、「毓」、「恆」、「啟」，咸豐時定「燾」、「闓」、「增」、「祺」。1938年修續愛新覺羅氏宗譜的同時，溥儀又添了12個字，「敬志開瑞，錫英源盛，正兆懋祥」。清朝皇族兄弟在避諱上亦沒有劃一方法。雍正帝胤禛登基後，命其兄弟改名為「允」字輩，但其子乾隆帝弘曆即位後，並不要求兄弟避諱。當乾隆禪位予嘉慶帝永琰後，「永」字为常用字，反而自己將永琰改名為「顒琰」，不仅扰民程度降低，而且避免兄弟改名。道光帝綿寧繼位後，由於嘉慶帝的遺詔之緣故，也把自己名字改為旻寧。家族龐大，為了細分，由嘉慶開始，又規定同輩同一世系第二個字的部首要相同。例如咸豐帝叫奕詝，有同父異母兄弟奕誴、奕訢、奕譞等，他們的名字的第二個字都是「言」部。嘉慶帝姪子綿億，就因替長子命名「奕銘」，被嘉慶帝斥責，更以「不似近支，自同疏遠」為由，被革除職務。慶親王奕劻，因其不是道光之子，則是「力」部。家族世系屬於登基皇帝輩份，譜份越高。
|    | 順序              | 輩份用字 | 部首   | 例 |
| -- | ----------------- | -------- | ------ | --- |
| 1  | 雍正帝            | 胤／允   | 示     | - 胤禛（雍正帝） - 胤祥（怡賢親王） - 允礽（理密親王） - 允祉（誠隱郡王） - 允祹（履懿親王）                                                   |
| 2  | 乾隆帝            | 弘       | 日     | - 弘曆（乾隆帝） - 弘晝（和恭親王） - 弘曉（怡僖親王） - 弘皙（已革理親王） - 弘㬙（理恪郡王） - 弘曕（果恭郡王） - 弘旺（允禩之子）           |
| 3  | 嘉慶帝            | 永／顒   | 玉     | - 永璜（定安親王） - 永琪（榮純親王） - 顒琰（嘉慶帝） - 永璇（儀慎親王） - 永瑆（成哲親王） - 永璘（慶僖親王） - 永璂（繼皇后烏拉那拉氏之子） |
| 4  | 道光帝            | 綿／旻   | 心     | - 綿億（榮恪郡王） - 綿恩（定恭親王） - 綿志（儀順郡王） - 綿愍（慶良郡王） - 綿愷（惇恪親王） - 綿忻（瑞懷親王） - 旻寧（道光帝）             |
| 5  | 咸豐帝            | 奕       | 糸／言 | - 奕詝（咸豐帝） - 奕誴（惇勤親王） - 奕訢（恭忠親王） - 奕譞（醇賢親王） - 奕緯（隱志郡王） - 奕誌（瑞敏郡王） - 奕詳（惠敬郡王）             |
| 6  | - 同治帝 - 光緒帝 | 載       | 水     | - 載淳（同治帝） - 載湉（光緒帝） - 載洵（洵貝勒） - 載濤（濤貝勒） - 載灃（醇親王）                                                           |
| 7  | 宣統帝            | 溥       | 人     | - 溥儁（原大阿哥） - 溥儀（宣統帝） |
| 8  |                   | 毓       | 山     | 毓嵒（宣統帝嗣子） |
| 9  |                   | 恆       | 金     | 恆鎮（毓嵒長子） |
| 10 |                   | 啟       | 玉     | 啟瑆（恆鎮長子） |

咸豐帝只有兩子，長子同治帝無嗣，次子未命名夭折；而光緒帝和宣統帝均無子嗣，因此將道光帝的直系子孫當作近支。道光帝是「綿」字輩，近支至「恆」字輩已為六世，「啟」字輩以下行輩的第二字偏旁已無統一。

## 现代基因检测
根據复旦大学征集採樣自稱愛新覺羅後裔的基因，研究推測愛新覺羅父系Y染色體單倍羣或为單倍羣C-M217＞L1373＞F14749。